# Codici postali della Francia

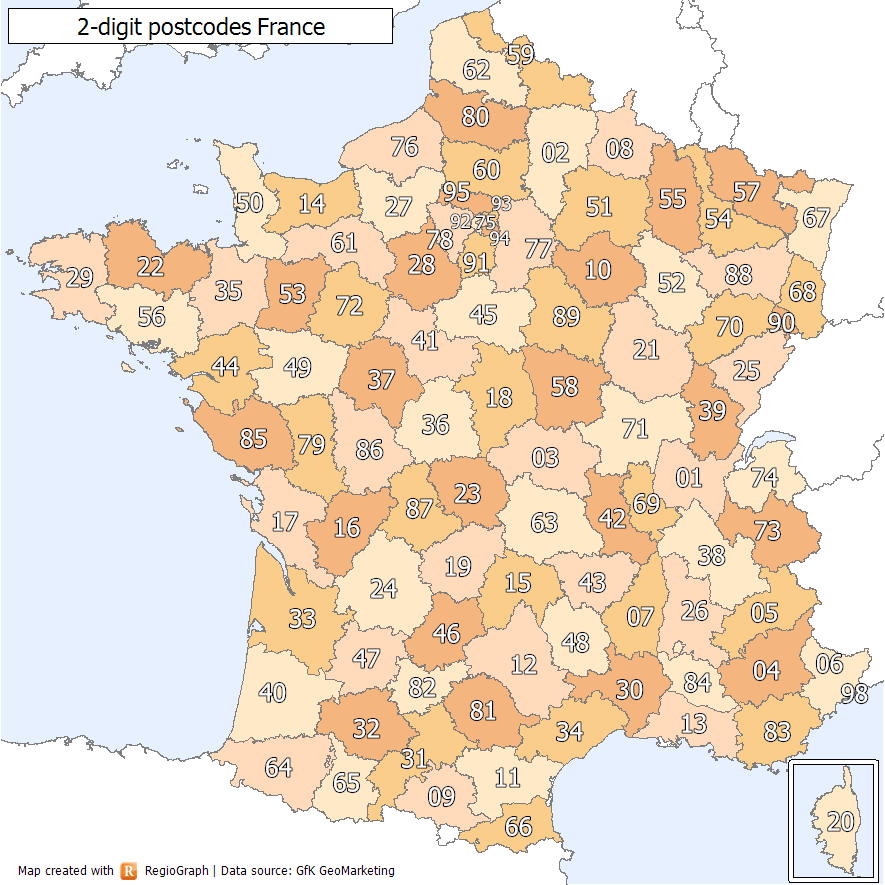
Le aree dei codici postali francesi, contrassegnate dalle prime due cifre del codice postale intero.

I codici postali della Francia sono composti da cinque cifre, di cui le prime due indicano il dipartimento in cui si trova il comune.

## Descrizione
I codici postali sono stati introdotti in Francia nel 1964 per facilitare la distribuzione della posta e sono assegnati dal servizio postale francese, chiamato La Poste. I codici postali possono coprire diverse località, oppure una sola località può avere più codici postali, a seconda della densità di popolazione e del volume di corrispondenza. In generale, i codici postali più bassi corrispondono alle zone più settentrionali e occidentali della Francia, mentre quelli più alti alle zone più meridionali e orientali. Per esempio, il codice postale 01000 corrisponde a Bourg-en-Bresse, nel dipartimento dell'Ain, mentre il codice postale 97400 corrisponde a Saint-Denis, nel dipartimento d'oltremare della Réunion.
I primi numeri dei codici postali riprendono i numeri dei dipartimenti. Ogni dipartimento ha un proprio prefisso numerico che va da 01 a 95 per i dipartimenti metropolitani e da 971 a 976 per i dipartimenti d'oltremare. Nel caso della Corsica, divisa in due dipartimenti identificati con i codici alfanumerici 2A e 2B, la numerazione dei codici postali riprende invece la vecchia numerazione dell'ex dipartimento unico della Corsica (ossia 20). I codici postali dei comuni all'interno di un dipartimento seguono una certa logica geografica o storica, ma non sono sempre ordinati in modo sequenziale. Per esempio, il codice postale 75001 corrisponde al primo arrondissement di Parigi, situato al centro della città, mentre il codice postale 75020 corrisponde al ventesimo arrondissement, situato nella periferia est della città.